# Алексий (Замараев)
Алексий (в миру Анатолий Александрович Замараев; 24 июня (6 июля) 1855 — 18 апреля 1927) — обновленческий митрополит Крымский, член обновленческого Синода, до 1922 года — епископ Русской православной церкви, епископ Бежецкий, викарий Тверской епархии.

## Биография
Родился 24 июня 1855 года в Вологодской губернии в семье священника.
В 1872 года окончил Никольское духовное училище. В 1878 году окончил Вологодскую духовную семинарию. В 1883 году окончил Московскую духовную академию со степенью кандидата богословия. Магистрант практического отделения.
С 22 ноября 1883 года преподавал в Пошехонском духовном училище Ярославской епархии.
31 марта 1885 года рукоположён в сан священника. 30 апреля 1885 года назначен настоятелем Александро-Невской церкви при Екатеринославской женской гимназии. Одновременно с 1 мая 1885 года служил законоучителем Екатеринославских мужской и женской гимназий и Екатеринославского реального училища.
1 июля 1886 года назначен законоучителем Вологодской мужской гимназии и Вологодского реального училища. Одновременно с 5 декабря 1887 по 1 августа 1891 годы — законоучитель Вологодского Александрийского детского приюта ведомства учреждений императрицы Марии Фёдоровны. 31 декабря 1887 года награждён набедренником. 13 мая 1891 года награждён бархатной фиолетовой скуфьёй. 12 апреля 1895 года награждён камилавкой.

### Служба в ведомстве военного и морского духовенства
Перешёл в ведомство военного и морского духовенства. С 20 апреля 1898 года служил священником церкви артиллерийских частей и учреждений Московского военного округа. Одновременно с 22 сентября 1899 года был законоучителем Московского Александровского детского приюта ведомства учреждений императрицы Марии Фёдоровны.
8 апреля 1901 года назначен священником Троицкой церкви 6-го гренадерского Таврического полка и благочинным 2-й гренадерской дивизии. 13 апреля 1901 года был награждён наперсным крестом, от Святейшего Синода выдаваемым.
12 февраля 1903 года назначен священником Александро-Невской церкви при Адмиралтейском морском госпитале Санкт-Петербурга.
24 апреля 1903 года назначен священником Михаило-Архангельской церкви лейб-гвардии кавалергардского императрицы Марии Фёдоровны полка.
31 октября 1903 года назначен священником Пантелеимоновской церкви Воронежского дисциплинарного батальона и благочинный 1-й бригады кавалерийского запаса. 7 апреля 1905 года награждён саном протоиерея.
14 июля 1905 года назначен священником Григориевского адмиралтейского собора города Николаева Херсонской губернии. Одновременно с 23 сентября 1905 по 1 января 1906 года был законоучитель Николаевской мужской гимназии. Одновременно с 1 сентября 1906 по 10 июня 1907 года был законоучителем Николаевской портовой школы. Одновременно с 23 октября 1906 по 1 июня 1907 года был законоучителем Николаевского реального училища.
10 мая 1907 года назначен священником Спиридоновского адмиралтейского собора Санкт-Петербурга. Одновременно с 1907 по 1 сентября 1909 года был законоучителем соборной церковно-приходской школы и портовой ремесленной школы.
17 августа 1909 года священник Иерофеевской церкви 19-го драгунского Архангелогородского полка, расквартированного в городе Борисове Минской губернии. Овдовел.
28 мая 1911 года уволен из Ведомства военного и морского духовенства. Возглавлявший данное ведомство протопресвитер Георгий Шавельский в своих мемуарах так описывал обстоятельства его увольнения:

В 1911 г. в ведомстве Протопресвитера военного и морского духовенства возникло громкое и сложное дело о протоиерее 19-го Архангелогородского драгунского полка Анатолии Замараеве по обвинению его в длинном ряде самых грубых подлогов при совершении браков. Тут были подчистки документов, взлом печатей, подделка подписей, повенчания состоящих в браке или в самом близком родстве, похищение чужой книги розысков. Сам Замараев, кандидат Московской Духовной Академии, представлял в это время тип совершенно опустившегося человека. Дело, вследствие сложности и серьёзности преступлений, попало в руки прокурора Гражданского Суда. Жестокая кара висела над головой Замараева. Не растерявшись, последний, однако, нашёл выход. Явившись к архиепископу Антонию, впоследствии Киевскому митрополиту, он заявил о своем желании принять пострижение. <…> Останься Замараев в белом духовенстве, — он был бы расстрижен и, наверное, если не сослан на каторгу, то посажен в тюрьму.

### Иеромонах и архимандрит
13 сентября 1911 года зачислен в число братии Корнилиево-Комельского мужского монастыря Вологодской епархии. 17 марта 1912 года пострижен в монашество с именем Алексий.
21 сентября 1912 года назначен преподавателем обличительного богословия, истории и обличения старообрядчества и сектантства Олонецкой духовной семинарии. Одновременно с 15 января 1913 года был исполняющим обязанности второго помощника инспектора семинарии.
4 апреля 1913 года назначен смотрителем Севского духовного училища Орловской епархии.
13 октября 1915 года назначен благочинным мужских и женских монастырей Орловской епархии. 17 ноября 1917 года был возведён в сан архимандрита.
В 1918 году назначен настоятелем Брянского Свенского Успенского мужского монастыря Орловской епархии.
9 сентября 1921 года хиротонисан во епископа Бежецкого, викария Тверской епархии.

### В обновленчестве
В 1922 году уклонился в обновленчество и назначен временно управляющим Брянской обновленческой епархией.
В апреле-мае 1923 года являлся участником «Второго Всероссийского Поместного Собора».
21 августа 1923 года назначен епископом Брянским и Бежицким, председателем обновленческого Брянского епархиального управления, с возведением в сан архиепископа. Кафедра располагалась в Преображенском (Новопокровском) соборе Брянска.
В июне 1924 года был участником обновленческого Всероссийского предсоборного совещания.
25 июня 1924 года назначен архиепископом Калужским и Боровским, председателем обновленческого Калужского епархиального управления. Кафедра располагалась в Благовещенской церкви Калуги.
9 декабря 1924 года назначен архиепископом Таврическим и Симферопольским, председатель обновленческого Таврического епархиального управления. Кафедра располагалась в Александро-Невском соборе Симферополя. В 1925 году возведён в сан митрополита.
23 июня 1925 года назначен управляющим Крымской митрополией с титулом «митрополит Симферопольский и Крымский».
В октябре 1925 года был участником Третьего Всероссийского Поместного Собора (второго обновленческого), на котором избран членом Всероссийского обновленческого синода.
25 декабря 1925 года избран председателем обновленческого Крымского митрополитанского церковного управления.
В октябре 1926 года назначен митрополитом Тверским, однако назначения не принял.
Скончался 18 апреля 1927 года, не примирившись с Церковью. Был похоронен в нижнем храме Александро-Невского кафедрального собора Симферополя. 19 сентября 1930 года, в связи с закрытием собора, перезахоронен на новом городском кладбище Симферополя.